# Ahmed Barada
Pour les articles homonymes, voir Barada.
Ahmed Barada, né le 25 avril 1977 au Caire, est un joueur professionnel de squash représentant l'Égypte. Il atteint en décembre 1998 la 2e place mondiale sur le circuit international, son meilleur classement. Il est champion du monde junior en 1994 et il fait partie de l'équipe d'Égypte championne du monde par équipes en 1999 au Caire.
Il est désormais chanteur et acteur.

## Biographie
Ahmed Barada remporte le championnat du monde junior en 1994 après avoir remporté quatre British Junior Open de 1991 à 1994 (U14, 2 U16 et U19). Dès ses débuts sur le circuit pro en 1996, il crée la sensation en étant le premier joueur invité à disputer une finale d'un tournoi super series, le tournoi Al-Ahram International qui se tient devant les Pyramides de Gizeh du Caire et qui le consacre héros national.
Il est médaille d'or en squash aux Jeux mondiaux de 1997.
En 2000, Barada est poignardé par un inconnu à l'extérieur de son domicile au Caire. Après s'être rétabli, Barada fait un retour de courte durée sur le circuit avant d'annoncer officiellement sa retraite en août 2001.
Il est cité par Omar Mosaad et par Nouran Gohar comme le joueur ayant inspiré toute la formidable génération égyptienne qui depuis, domine le squash mondial,,.

## Palmarès

### Titres
- Heliopolis Open : 2 titres (1997, 1999)
- Al-Ahram International : 1998
- Championnats du monde junior : 1994
- Championnats du monde par équipes : 1999

### Finales
- Tournament of Champions : 1999
- Al-Ahram International : 2 finales (1996, 2000)
- Open des Flandres : 2000
- World Series Finals : 1999
- Championnats du monde : 1999